# Bahnstrecke Linares-Baeza–Almería

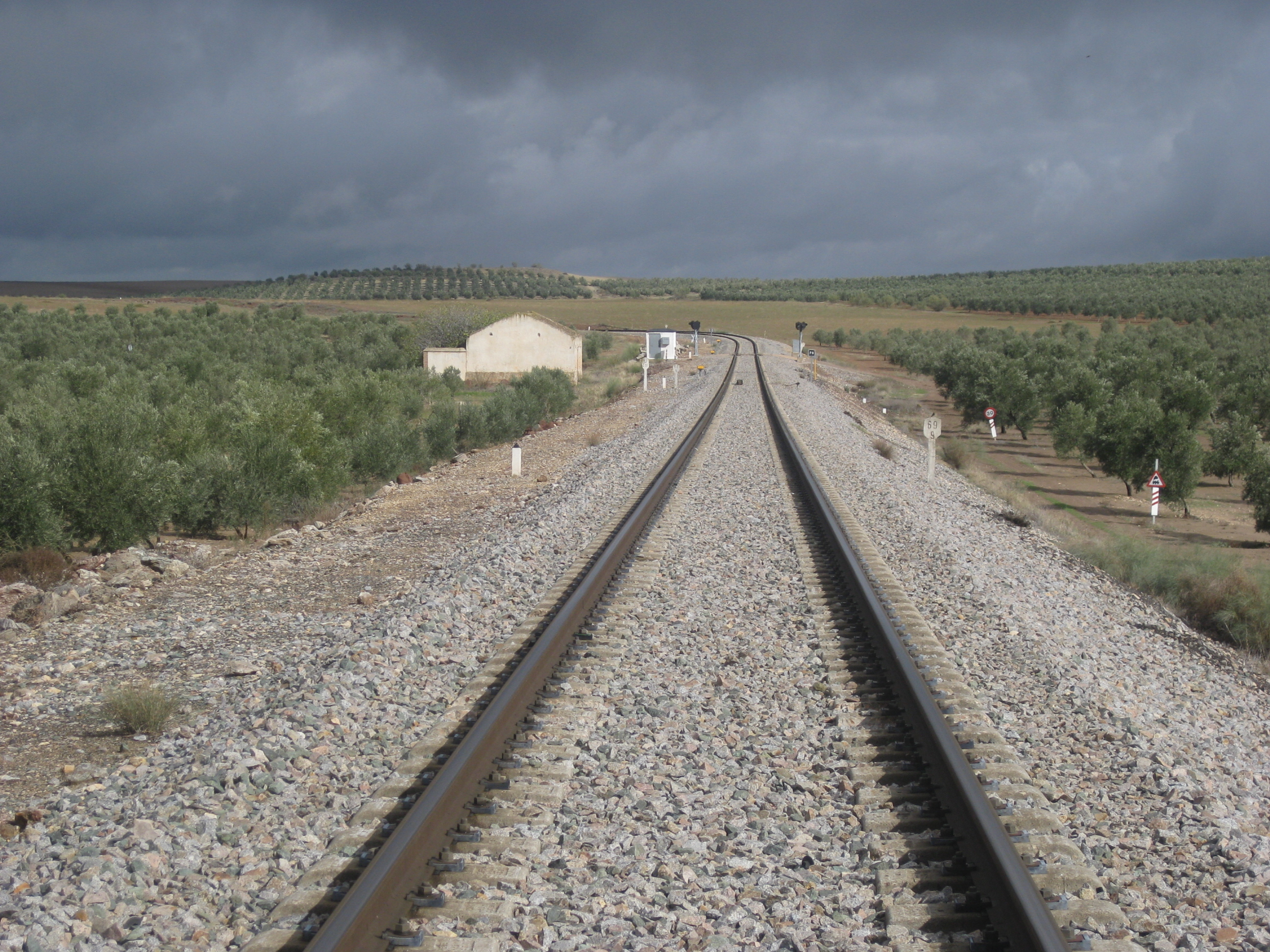
Strecke bei Kilometer 70,9 nach dem Bahnhof Larva in Cabra del Santo Cristo

Die Bahnstrecke Linares-Baeza–Almería (Streckennummer 410) ist eine spanische Eisenbahnstrecke, die durch die Provinzen Jaén, Granada und Almería verläuft und in der autonomen Region Andalusien im Süden von Spanien im Hafen von Almería endet. An einem Gleisdreieck am Bahnhof Móreda zweigt die Adif-Strecke 416 nach Granada ab. Bis zur Stilllegung 1985 bestand zusätzlich eine im Bahnhof Guadix abzweigende Strecke nach Almendricos bei Lorca als Teil der Gesamtstrecke Murcia–Granada. 

## Geschichte
Die Strecke in iberischer Breitspur (1668 mm) ist eingleisig und nicht elektrifiziert, ihre Länge beträgt rund 251 Kilometer. Sie zweigt im Bahnhof Linares-Baeza von der in diesem Abschnitt ebenfalls eingleisigen Strecke Alcázar de San Juán–Cádiz ab und führt durch dünn besiedeltes Gebiet in südöstlicher Richtung. In der ersten Hälfte des 20. Jahrhunderts hatte die Strecke durch die Anbindung des Hafens Almería für die spanische Eisenerz- und Stahlindustrie eine große Bedeutung. Die Ausrichtung auf den Montanverkehr war eine Ursache für die siedlungsferne Trassierung, die Städte wie Baeza, Úbeda und Jódar nicht berührt. Für die Erzverladung entstanden zu Anfang des zwanzigsten Jahrhunderts die Seebrücken Cable Inglés und Cable Francés im Hafen von Almería. Die Strecke war zugelassen für Güterzüge mit einer Länge von 450 Metern.  
Heute verkehren auf der Strecke Gliederzüge vom Typ Talgo, die auch spurwechselfähig sind und Madrid-Chamartín mit Almería verbinden. Die Strecke wird vom Administrador de Infraestructuras Ferroviarias (Adif), die zur RENFE gehört, betrieben. Im Regionalverkehr gibt es eine Reihe von Linien, die von Linares-Baeza abwechselnd nach Granada und Almería verkehren. Dieser Liniendienst wird mit vier Zügen pro Tag vom Typ RENFE-Baureihe 599, die nicht spurwechselfähig ist, in jeder Richtung betrieben. Die Strecke wird mit dem spanischen Zugbeeinflussungssystem ASFA überwacht.